# Christoffer Boe
Christoffer Boe (* 7. Mai 1974 in Rungsted Kyst, einem Vorort von Kopenhagen) ist ein dänischer Filmemacher.

## Leben
Christoffer Boe studierte zunächst Film und Medien an der Universität Kopenhagen und wechselte 1996 an Den Danske Filmskole. Noch während der Ausbildung erlangte er mit seiner Kurzfilmtrilogie, deren letzter Teil Anxiety 2001 seine Abschlussarbeit war, internationale Beachtung. Mit seinem Spielfilmdebüt Reconstruction gewann er 2003 bei den Internationalen Filmfestspielen von Cannes die Caméra d’Or für den besten Erstlingsfilm. Mit seinem Team aus der Studienzeit hat er die Produktionsfirma Hr. Boe & Co. gegründet.

## Filmografie (Auswahl)
- 1999: Obsession (Kurzfilm)
- 2000: Virginity (Kurzfilm)
- 2001: Anxiety (Kurzfilm)
- 2003: Reconstruction
- 2004: Europäische Visionen
- 2005: Allegro
- 2006: Offscreen
- 2010: Alting bliver godt igen
- 2011: Beast
- 2013: Spies & Glistrup
- 2014: When Animals Dream (Når dyrene drømmer)
- 2018: Krieger (Kriger)
- 2018: Verachtung (Journal 64)

## Auszeichnungen
- 2003: Caméra d’Or für Reconstruction
- 2006: Filmpreis des Nordischen Rates für Offscreen